# Conophytum tomasii
Conophytum tomasii är en isörtsväxtart som beskrevs av J. J. Halda. Conophytum tomasii ingår i släktet Conophytum, och familjen isörtsväxter. Inga underarter finns listade i Catalogue of Life.